# Buk (Pleternica)
Buk (Buk, Svilna, Resnik), je naseljeno mjesto smješteno na cesti Pleternica-Đakovo, uz potok Skočinovac. Ime Buk prvi puta je zapisano 1545. u turskom poreznom popisu. Nalazi se u sastavu grada Pleternice.

## Stanovništvo
U Buku žive 324 stanovnika (2001.). U Bučkoj župi bilo je 1950. godine 37% starosjedilaca, 16% starijih i 47% novijih doseljenika. U selima se dugo održala ikavica, ali s današnjim danima izumire. Prosjek starosjedilaca najpovoljniji je u Požeštini. Moravskih Čeha ima u Resniku, Hrvati su prije doseljavali iz Like i drugih krajeva, a posljednjih godina iz Bosne i Hercegovine. U Buku svi stanovnici su rimokatolici. 
| broj stanovnika | 178   | 167   | 188   | 250   | 258   | 294   | 275   | 263   | 295   | 289   | 266   | 286   | 276   | 220   | 224   | 192   | 168   |
|                 | 1857. | 1869. | 1880. | 1890. | 1900. | 1910. | 1921. | 1931. | 1948. | 1953. | 1961. | 1971. | 1981. | 1991. | 2001. | 2011. | 2021. |

## Obrazovanje
U Buku postoji četverogodišnja područna škola Osnovne škole fra Kaje Adžića iz Pleternice.A nedavno je dobila i podnaziv podružna škola Tomo Perić. Škola je osnovana 1858. godine. Škola je dala mnogo znamenitih osoba koja su završila visoke i više škole i bili priznati u društvu.

## Sport
U Buku djeluje udruga građana s nazivom
NK BSK BUK
Osnivačka skupština kluba održana je 7. srpnja, 1970. godine[2]. Klub je osnovan inicijativom mladih na čijem čelu je stajao mladi bračni par Bognar, koji su radili u selu kao učitelji. Društvo je osnovano kao NK BSK Buk. Godine 1985. mijenja ime i zove se SD BSK Buk. U sklopu društva osniva se rukometni te stolnoteniski klub. U kolovozu 1991. godine klub dobiva sponzora i mijenja ime te se od tada do 2012. godine zove NK BSK Bazinatours. 2012. godine ponovno mijenja ime i sada se zove NK BSK Buk. Prvi predsjednik je bio Đuro Filipović a prva službena utakmica je odigrana protiv NK Borca iz Kuzmice (1:4). Igralo se u Pleternici jer nije bilo igrališta. Prvo igralište je bilo u Pravuljama 3 km od sela a novo igralište napravljeno je na župnoj zemlji uz školu i to zaslugom PPK Kutjeva koje je zamijenilo zemlju sa župnikom Petrovićem. 1976. godine izgrađene su prve svlačionice. Konačni je oblik igralište dobilo 1985. godine kada je konačno poravnato te kada su izgrađene nove svlačionice. Za ovaj veliki posao zaslužan je tadašnji predsjednik Zvonko Čorak. Naknadno su na zapadnoj strani napravljene natkrivene tribine s 200 sjedećih mjesta.
Trenutačno se natječe u 1. ŽNL Požeško-slavonskoj.
USPJESI KLUBA
U sezoni 1989./90. klub osvaja 1. mjesto u tadašnjoj Općinskoj nogometnoj ligi, te stječe pravo na kvalifikacije za ulazak u Regionalnu ligu Slavonije i Baranje. Od 1990. do 1994. godine klub se natječe se u MNL Brod-Gradiška-Požega. U sezoni 1994./95. natječe se u 4. HNL – Zapad. Godine 1999., u kolovozu, klub igra predkolo hrvatskog kupa s NK Hajduk Hercegovcem i pobjeđuje s rezultatom od 5:0, nakon toga dospijeva u šesnaestinu završnice kupa i u rujnu iste godine igra sa zagrebačkom Croatiom i gubi s rezultatom od 0:10 što je bilo i očekivano jer je Croatia tada igrala u ligi prvaka.

## Gospodarstvo
U Buku doveden je telefon, struja, voda, asfalt, a u tijeku je izrada kanalizacije kroz cijelo naselje.
Mještani Buka, Svilne, Resnika i Kalinića bave se poljoprivedom, neki kao osnovnom djelatnošću, a drugi poslije radnog vremena u tvrtkama u Buku, Pleternici, Požegi ili u drugim gradovima u okolici. U mjestu ima nekoliko proizvođača koji se bave proizvodnjom duhana, voća, povrća ili ratarskim kulturama.
Vinogradarstvo je nekada bilo dosta razvijeno, ali nažalost u posljednje vrijeme vinogradi se napuštaju i ne obrađuju se. Buk je nekada bio poznat po dobrim vinima i podrumima.
U Buku posluju sljedeće tvrtke:
- WINDOR d.o.o. - poduzeće za obradu drveta. Proizvodi građevinsku stolariju (prozori drvo-aluminij),unutarnja vrata, opremanje objekata. Vlasnik tvrtke je gospodin Stjepan Franjić.
- BIZ d.o.o. - poduzeće za preradu mlijeka. Proizvodi mlijeko i proizvode od mlijeka. Vlasnik tvrtke je gospodin Božo Bošnjak.
- BT-TRANSPORT d.o.o. - poduzeće za prijevoz putnika i robe. Vlasnik tvrtke je gospodin Antun Bazina.
- GRADITELJSTVO STEHLIK - poduzeće za graditeljstvo. Tvrtka se bavi građevinskim poslovima u Požeško-slavonskoj županiji. Vlasnik tvrtke je gospodin Ivica Stehlik.
- DOM ZA STARIJE I NEMOĆNE - ustanova za smještaj starih i nemoćnih. Vlasnica ustanove je gospođa Katica Baketerić.

## Političke stranke
U Buku djeluju sljedeće političke stranke:
- HDZ
- SDP
- HSP

## Kirvaj
Kirvaj u Buku se slavi 23. travnja.
U Buku, Svilnoj, Resniku i Kaliniću mještani slave za zaštitnika župe Sv. Jurja i taj dan je kirvaj u tim selima. Sv. Juraj (Đurđevo) slavi se 23. travnja, a slavlje se dugo priprema kako bi gosti bili što bolje dočekani. Peku se kolači i priprema mlada prasetina za ručak koji bude poslije svete mise koja se održva u župnoj crkvi. Licitari su obvezni na kirvaju, a njima se jednako vesele muška i ženska djeca. 

## Tradicija i običaji

### Klapanje
U selima Buk, Svilna, Resnik i Kalinić se je održala tradicija malih klapača. Mali klapači prolaze kroz selo na Veliki petak i Veliku subotu s klapaljkama i čegrtaljkama umjesto zvona jer su zvona u te dane zavezana. 
Klapanje je prisjećanje na to kako su Isusa pribijali na križ, odnosno udaranje čekića u čavao. Ta tradicija se je održala samo u ovim selima, te se ne zna kada je počela. Klapači se dugo pripremaju za dane klapanja, a za svoj trud na Veliku subotu dobivaju od mještana jaja, u novije vrijeme i novac koji međusobno podijele. Klapači imaju nadgazdu, gazdu i podgazdu koji vode reda među klapačima. Vodstvo klapača bira se među najstarijim klapačima koji imaju dugodišnje iskustvo. Djeca klapaju dok ne završe 8. razred. 

### Kolinje
Tradicija kolinja u Buku je od kada postoji samo mjesto. Kolinje počinje početkom jedanaestog mjeseca, a u prošlosti je počimalo kasnije jer je bilo dosta ručnog rada u polju pa se prije nije stiglo poklati bravce, a bilo je i sramota ranije klati jer prave gazde su klale zadnje jer nisu smjeli pokazati da nemaju u svojim zalihama masti i mesa.
Kolinje počinje u rano ujutro s doručkom, služe se proizvodi od lanjskoga kolinja, probaju se stari proizvodi i dogovaraju se kakvi će biti ove godine.
Ujutro prije doručka nudi se kuhana rakija zvana u ovim krajevima "kuvanica". 
Kada se svinje pokolju, naprave se kobasice, kulinovi, švargle, krvavice, mast se otopi i postanu čvarci, meso posoli, bude večera na kojoj se proba sve što se je radilo taj dan. 
Djeca za večerom donesu ražanj i mole domaćina da im na ražanj stave proizvode koji su rađeni tijekom dana, a u pismu spominju tko je što radio tijekom dana. Pismo počinje s Dobro večer kusati mesari, čuli smo da ste danas klali...... 

### Vrševina
Tijekom ljetnih mjeseci početkom srpnja počinje skidanje s polja ječma, pšenice, zobi. Nekada se je to radilo ručno s kosama gdje se je ručno kosilo i ručno sakupljalo u krstake, sušilo u polju, vozilo kući i vršilo u vršalicama. Sada se to radi u polju s kombajnima, ali ostalo je da svaki susjed ide drugome pomoći kod istovara zrna kod kuće. Jedni drugima pomažu i onda se vidi tko je bolji u polju. Poslije istovara zrna domaćin časti svoju rabotu s jelom i pićem.

### Pečenje rakije
Sva domaćinstva u Buku imaju u svome posjedu mnogo voćnjaka u kojima ima dosta šljiva (rankulja, komorčanki, bjelika, punguzara, itd.) i kada se šljive pokupe onda se peče rakija na tradicionalan način na kazane za rakiju. 
Mnoge obitelji, kada im se rodi dijete, ostavljaju rakiju iste godine za njegove svatove koji će biti za dvadeset i više godina, tako da se u svatovima u Buku uvijek pije stara rakija. Rakija se čuva tradicionalno u drvenim bačvama (hrastovim ili dudovima) u kojima dobiva zlatnožutu boju. Rakija, što se duže čuva, bude sve bolja i ima sve ljepšu boju.

## Vatrogasno društvo
Dobrovoljno vatrogasno društvo osnovano je 1909. godine i vodi brigu o razvoju i opremanju društva radi eventualnih požara u selu, ali i okolici. 2009. godine društvo slavi 100 godina rada što je rijedak jubilej u svim društvima u okolici. Društvo vodi računa o podmlatku tako da je osnovan i podmladak u društvu koji zajedno ide na natjecanja sa starijim kolegama. Društvo ima vlastite prostorije koje koriste svi mještani u selu. Predsjednik društva je Vinko Jušić. Ove godine, 2009., obnavlja se vatrogasni dom.

## Kulturno umjetničko društvo
Kulturno umjetničko društvo u Buku osnovano je 15.ožujka 2010. godine. Kulturno umjetničko društvo dobilo je naziv Svilenka po svečanoj marami koju su žene nosile oko vrata. KUD Svilenka do sada ima oko 150 članova podijeljenih u dvije folklorne sekcije. Prva folklorna sekcija obuhvaća djecu od 6 do 12 godina,a druga od 13 godina nadalje...Predsjednica kulturno umjetničkog društva Svilenka je gospođa Branka Leist,voditeljica plesnih skupina je gospođa Branka Potnar,a voditeljica tamburaša je gospođa Jelena Potnar.